# Гьолая
Гьолая или Арджан (на гръцки: Δοϊράνη, Дойрани, Αρτζάν, Ардзан, Αγιάκι, Аяки) е река в Егейска Македония, Гърция.

## Местоположение
Реката е единственият отток на Дойранското езеро. Името ѝ произтича от турската дума göl – „езеро“. Изтича от езерото в южния му край при село Дойран (Дойрани). Тече на юг и минава през Владайския пролом, източно от село Владая (Акритас). Минава източно от Крондирци (Калиндрия) и Хърсово (Херсо), западно от Новоселяни (Елевтерохори), приема големия си ляв приток Кара Су и завива рязко на запад. Под името Арджан минава северно от Маловци (Илиолусто), южно от Михалово (Михалици) и завива на юг. Тук на реката в миналото са били разположени последователно блатата Арджанско и Аматовско езеро, които в 1928 – 1932 година са пресушени. Арджанското езеро е превърнато в началото на XX век в язовир. След язовира реката е уловена в регулиран канал и се влива във Вардар като ляв приток южно от Вардаровци (Аксиохори).